# Font dels Ninots
Font dels Ninots és una font pública noucentista de Portbou (Alt Empordà) inclosa a l'Inventari del Patrimoni Arquitectònic de Catalunya.

## Descripció
Font molt popular d'estructura totalment escultòrica. És formada per una base força alta de la qual neix una mena de cova d'on neix el broll d'aigua. La coberta de la cova és sostinguda per un parell de columnes d'estil clàssic, amb capitell de volutes i fust cilíndric. Al damunt de la roca de la cova hi ha un grup escultòric format per tres nens, dos d'ells asseguts i l'altre dempeus.

## Història
Situada entre el carrer Colera i les escales del carrer Mercat, fou construïda el 1922 per J. Albareda i E. Pastoret.